# Бианка Бошан
Бианка Стефани Бошан (на френски: Bianca Stephanie Beauchamp) е канадски еротичен модел. Тя е известна чрез фотографиите си в латексови „дрехи“.

## Биография
Бианка е родена на 14 октомври 1977 в Монреал, Канада. Найният баща е френски канадец, а майката – италианка. Кръстена е на името на Бианка Джагър, активен защитник на социалните и човешките права, първа съпруга на Мик Джагър.
Като млада, Бошан често прекарва времето си в ходене по планините, плуване в езерата и туризъм в гората. Тя описва собственото си детство, като „живот с добро семейство в сурова среда“. Извършива първия си сексуален контакт с двата пола на 15-годишна възраст и е бисексуална.
Когато навършва пълнолетие, тя се запознава и влюбва във фотографа Мартин Перо и двамата заживяват заедно. Перо възприема Бианка като негова муза, но в началото тя мрази фотографията и често къса на парчета снимките, които той прави с нейно участие. След около година тя преодолява този проблем и започнава уверено да позира пред неговия обектив.
Налага се дори да намали размерът на гръдната си обиколка до 34С, след като първоначално тя притежавала 34DD. Тя бързо се налага като водеща сред канадските фотомодели и получава предложения за множество корици на списания. Най-голямата ѝ гордост дотогава е присъствието ѝ на страниците на списание Playboy, като това се случва на няколко пъти в различни колекционерски издания.
През лятото на 2006 Бианка Бошан представя първата си официална книга, създадена съвместно с фотографа Мартин Перо – „Бианка Бошан – Фетиш секс символ“ /анг. Bianca Beauchamp – Fetish Sex Symbol/, която има 208 цветни страници. Специално за книгата тя увеличава размера на гръдната си обиколка отново – от 34С до 34DD.